# NHL Amateur Draft 1974
Der NHL Amateur Draft 1974, die jährliche Talentziehung der National Hockey League, fand am 28. Mai 1974 im Büro der NHL im kanadischen Montreal in der Provinz Québec statt.
Insgesamt wurden 247 Spieler in 25 Runden gezogen, wobei in den letzten Runden nur noch wenige Teams Spieler auswählten und ab Runde 16 lediglich drei Teams weitere Spieler zogen. Der Top-Pick Greg Joly schaffte nie den wirklichen Durchbruch in der NHL. Der erfolgreichste Spieler im Draft war Bryan Trottier, der jedoch erst zu Beginn der zweiten Runde ausgewählt wurde. Weitere interessante Wahlen waren die Brüder Mark und Marty Howe, die beiden Söhne von Gordie Howe, der zu dieser Zeit mit den beiden zusammen in der World Hockey Association spielte. In der dritten Runde wurde mit Per-Arne Alexandersson der erste Schwede in einem Draft gezogen, der jedoch nie in der NHL zum Einsatz kam.

## Wahl von Taro Tsujimoto
Eine Kuriosität ereignete sich, als der General Manager der Buffalo Sabres, Punch Imlach, mit Taro Tsujimoto den ersten Japaner in der Geschichte des NHL Entry Draft auswählte. Erst einige Wochen später stellte sich heraus, dass es keinen Eishockeyspieler mit diesem Namen gab und Imlach sich einen Scherz erlaubt hatte.

## Draftergebnis
| Pick                           | Spieler                    | Land               | NHL-Team                | College-/ Junioren-/ Profi-Team          |
| 1. Runde                       | 1. Runde                   | 1. Runde           | 1. Runde                | 1. Runde                                 |
| ------------------------------ | -------------------------- | ------------------ | ----------------------- | ---------------------------------------- |
| 1.                             | Greg Joly (D)              | Kanada             | Washington Capitals     | Regina Pats (WCHL)                       |
| 2.                             | Wilf Paiement (RW)         | Kanada             | Kansas City Scouts      | St. Catharines Black Hawks (OHA)         |
| 3.                             | Rick Hampton (D)           | Kanada             | California Golden Seals | St. Catharines Black Hawks (OHA)         |
| 4.                             | Clark Gillies (LW)         | Kanada             | New York Islanders      | Regina Pats (WCHL)                       |
| 5.                             | Cam Connor (RW)            | Kanada             | Montréal Canadiens      | Flin Flon Bombers (WCHL)                 |
| 6.                             | Doug Hicks (D)             | Kanada             | Minnesota North Stars   | Flin Flon Bombers (WCHL)                 |
| 7.                             | Doug Risebrough (C)        | Kanada             | Montréal Canadiens      | Kitchener Rangers (OHA)                  |
| 8.                             | Pierre Larouche (C)        | Kanada             | Pittsburgh Penguins     | Sorel Éperviers (QMJHL)                  |
| 9.                             | Bill Lochead (LW)          | Kanada             | Detroit Red Wings       | Oshawa Generals (OHA)                    |
| 10.                            | Rick Chartraw (D)          | Kanada             | Montréal Canadiens      | Kitchener Rangers (OHA)                  |
| Weitere erwähnenswerte Spieler |                            |                    |                         |                                          |
| 11.                            | Lee Fogolin (D)            | Vereinigte Staaten | Buffalo Sabres          | Oshawa Generals (OHA)                    |
| 12.                            | Mario Tremblay (F)         | Kanada             | Montréal Canadiens      | Montréal Bleu-Blanc-Rouge (QMJHL)        |
| 14.                            | Dave Maloney (D)           | Kanada             | New York Rangers        | Kitchener Rangers (OHA)                  |
| 16.                            | Grant Mulvey (RW)          | Kanada             | Chicago Black Hawks     | Calgary Centennials (WCHL)               |
| 17.                            | Ron Chipperfield (C)       | Kanada             | California Golden Seals | Brandon Wheat Kings (WCHL)               |
| 20.                            | Glen Burdon (C)            | Kanada             | Kansas City Scouts      | Regina Pats (WCHL)                       |
| 2. Runde                       |                            |                    |                         |                                          |
| 19.                            | Mike Marson (LW)           | Kanada             | Washington Capitals     | Sudbury Wolves (OHA)                     |
| 22.                            | Bryan Trottier (C)         | Kanada             | New York Islanders      | Swift Current Broncos (WCHL)             |
| 23.                            | Ron Sedlbauer (LW)         | Kanada             | Vancouver Canucks       | Kitchener Rangers (OHA)                  |
| 25.                            | Mark Howe (D)              | Vereinigte Staaten | Boston Bruins           | Houston Aeros (WHA)                      |
| 26.                            | Guy Chouinard (C)          | Kanada             | Atlanta Flames          | Québec Remparts (QMJHL)                  |
| 29.                            | Danny Gare (F)             | Kanada             | Buffalo Sabres          | Calgary Centennials (WCHL)               |
| 31.                            | Tiger Williams (LW)        | Kanada             | Toronto Maple Leafs     | Swift Current Broncos (WCHL)             |
| 32.                            | Ron Greschner (D)          | Kanada             | New York Rangers        | New Westminster Bruins (WCHL)            |
| 33.                            | Gilles Lupien (D)          | Kanada             | Montréal Canadiens      | Montréal Bleu-Blanc-Rouge (QMJHL)        |
| 34.                            | Alain Daigle (RW)          | Kanada             | Chicago Black Hawks     | Draveurs de Trois-Rivières (QMJHL)       |
| 3. Runde                       |                            |                    |                         |                                          |
| 37.                            | John Paddock (F)           | Kanada             | Washington Capitals     | Brandon Wheat Kings (WCHL)               |
| 38.                            | Bob Bourne (C)             | Kanada             | Kansas City Scouts      | Saskatoon Blades (WCHL)                  |
| 39.                            | Charlie Simmer (LW)        | Kanada             | California Golden Seals | Sault Ste. Marie Greyhounds (OHA)        |
| 41.                            | John Hughes (D)            | Kanada             | Vancouver Canucks       | Toronto Marlboros (OHA)                  |
| 48.                            | Gary Sargent (LW)          | Vereinigte Staaten | Los Angeles Kings       | Fargo-Moorhead Sugar Kings (MWJHL)       |
| 49.                            | Per-Arne Alexandersson (F) | Schweden           | Toronto Maple Leafs     | Leksands IF                              |
| 51.                            | Marty Howe (D)             | Vereinigte Staaten | Montréal Canadiens      | Houston Aeros (WHA)                      |
| 52.                            | Bob Murray (D)             | Kanada             | Chicago Black Hawks     | Cornwall Royals (QMJHL)                  |
| 53.                            | Bob Sirois (RW)            | Kanada             | Philadelphia Flyers     | Junior de Montréal (QMJHL)               |
| 54.                            | Tom Edur (D)               | Kanada             | Boston Bruins           | Cleveland Crusaders (WHA)                |
| 4. Runde                       |                            |                    |                         |                                          |
| 58.                            | Pat Ribble (D)             | Kanada             | Atlanta Flames          | Oshawa Generals (OHA)                    |
| 59.                            | Harold Snepsts (D)         | Kanada             | Vancouver Canucks       | Edmonton Oil Kings (WCHL)                |
| 62.                            | Mario Faubert (D)          | Kanada             | Pittsburgh Penguins     | Saint Louis University (CCHA)            |
| 70.                            | Terry Ruskowski (C)        | Kanada             | Chicago Black Hawks     | Swift Current Broncos (WCHL)             |
| 5. Runde                       |                            |                    |                         |                                          |
| 77.                            | Mike Rogers (C)            | Kanada             | Vancouver Canucks       | Calgary Centennials (WCHL)               |
| 78.                            | Ron Ashton (LW)            | Kanada             | Minnesota North Stars   | Saskatoon Blades (WCHL)                  |
| 79.                            | Mike Zuke (C)              | Kanada             | St. Louis Blues         | Michigan Technological University (WCHA) |
| 83.                            | Garry Lariviere (D)        | Kanada             | Buffalo Sabres          | St. Catharines Black Hawks (OHA)         |
| 84.                            | Paul Evans (C)             | Kanada             | Los Angeles Kings       | Kitchener Rangers (OHA)                  |
| 6. Runde                       |                            |                    |                         |                                          |
| 95.                            | Andy Spruce (LW)           | Kanada             | Vancouver Canucks       | London Knights (OHA)                     |
| 105.                           | John Stewart (C)           | Kanada             | Montréal Canadiens      | Bowling Green State University (CCHA)    |
| 7. Runde                       |                            |                    |                         |                                          |
| 110.                           | Mike Boland (D)            | Kanada             | Kansas City Scouts      | Sault Ste. Marie Greyhounds (OHA)        |
| 112.                           | Dave Langevin (D)          | Vereinigte Staaten | New York Islanders      | University of Minnesota Duluth (WCHA)    |
| 126.                           | Reggie Lemelin (G)         | Kanada             | Philadelphia Flyers     | Sherbrooke Castors (QMJHL)               |
| 8. Runde                       |                            |                    |                         |                                          |
| 129.                           | Dave Inkpen (D)            | Kanada             | New York Islanders      | Edmonton Oil Kings (WCHL)                |
| 131.                           | Roland Eriksson (C)        | Schweden           | Minnesota North Stars   | IF Tunabro                               |
| 139.                           | Greg Holst (C)             | Kanada             | New York Rangers        | Kingston Canadians (OHA)                 |
| 140.                           | Jamie Hislop (RW)          | Kanada             | Montréal Canadiens      | University of New Hampshire (ECAC)       |
| 10. Runde                      |                            |                    |                         |                                          |
| 168.                           | Derek Smith (C)            | Kanada             | Buffalo Sabres          | Ottawa 67’s (OHA)                        |
| 12. Runde                      |                            |                    |                         |                                          |
| 199.                           | Dave Lumley (RW)           | Kanada             | Montréal Canadiens      | University of New Hampshire (ECAC)       |
| 13. Runde                      |                            |                    |                         |                                          |
| 206.                           | Rick Hindmarch (C)         | Kanada             | Pittsburgh Penguins     | University of Calgary (CIAU)             |
| 14. Runde                      |                            |                    |                         |                                          |
| 214.                           | Stefan Persson (D)         | Schweden           | New York Islanders      | Brynäs IF                                |
| 19. Runde                      |                            |                    |                         |                                          |
| 235.                           | Martti Jarkko (F)          | Finnland           | New York Islanders      | Tappara Tampere                          |
| 21. Runde                      |                            |                    |                         |                                          |
| 241.                           | Warren Miller (RW)         | Vereinigte Staaten | New York Rangers        | University of Minnesota (WCHA)           |